# Abducted
Abducted är det svenska death metal-bandet Hypocrisys fjärde studioalbum, släppt 1996.

## Låtlista
1. "The Gathering" − 1:09
2. "Roswell 47" − 3:56
3. "Killing Art" − 2:55
4. "The Arrival of the Demons (part 2)" − 3:17
5. "Buried" − 3:11
6. "Abducted" − 2:50
7. "Paradox" − 4:32
8. "Point of No Return" − 3:54
9. "When the Candle Fades" − 5:30
10. "Carved Up" − 3:28
11. "Reflection" − 2:37
12. "Slippin' Away" − 5:13
13. "Drained" − 4:28